# Margarita Estuardo, duquesa de Touraine
Margarita Estuardo, princesa de Escocia (¿? 1373 - 1450); duquesa de Turena, condesa de Douglas, y señora de Galloway por matrimonio con Archibald Douglas, IV conde de Douglas. Hija de Roberto III de Escocia y Anabella Drummond. 

## Biografía
Nació después de 1367 pero antes de 1373. En 1387 se casó con el señor Archibald Douglas, hijo de Archibald el Sombrío, señor de Galloway, 3º conde de Douglas después de 1389. Este hidalgo, esposo de Margarita tomó herencia del título en 1400.
El padre de Margarita, el rey Roberto III, murió en 1406. Su esposo el conde Archibald, regalado un ducado por el rey de Francia, Carlos VII, por su servicio fiel, cayó en la Batalla de Verneuil, el 17 de agosto de 1424 en Normandía. Como viuda, Margarita recibió el señorío de Galloway por el resto de su vida en 1426. La duquesa apoyó a su hermano Jacobo I. 
Su hijo Archibald, 5º de Douglas, sirvió como teniente del reino de 1437 a 1439. Después de las ejecuciones de los nietos de la vieja duquesa, William y David, en 1440, dejó de gobernar en su señorío. En 1447 se retiró a la abadía de Lincluden, circa de Dumfries, donde murió en 1450.